# Tentaculata
Classe
Les Tentaculata forment une classe des cténophores.

## Description et caractéristiques

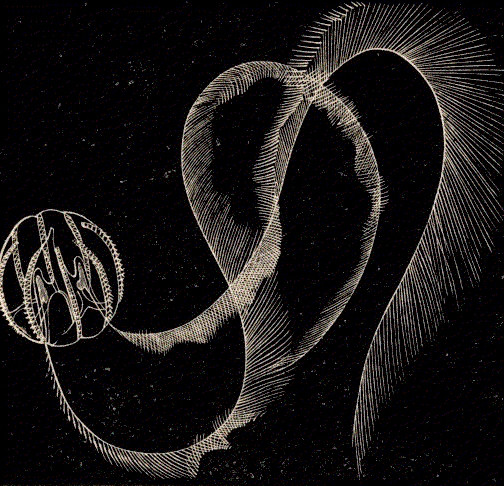
Pleurobrachia rhotodactyla et ses tentacules bien visibles.

Ces cténaires se caractérisent par la présence d'une paire de longs tentacules ramifiés contractiles qui, repliés, font fonction de fourreau cilié spécifique. Certaines espèces dont les tentacules primaires sont atrophiés, ont développé des tentacules secondaires plus courts. Le tentacules comportent des colloblastes, cellules à sécrétion glaireuse permettant d'attraper le menu fretin.
La taille et la forme des différentes espèces est très variable : cela va des groseilles de mer (genre Pleurobrachia), petits animaux ovales présents aussi bien le long des côtes de l’océan Atlantique que de l’océan Pacifique, aux « ceintures de Vénus » vermiformes des mers tropicales, dont la taille peut atteindre 1 m. S'y rattachent les animaux du genre Mnemiopsis, à la large gueule et au corps  luminescent aplati long d'environ 10 cm, communs le long des côtes de l’Atlantique nord ; ils se nourrissent principalement de larves de mollusques et de copépodes. Les animaux du genre Leucothea, de même forme mais de plus grande taille, se trouvent le long des côtes du Pacifique.

## Liste des ordres
| Selon World Register of Marine Species (23 novembre 2015) : __ - ordre Cambojiida - ordre Cestida Gegenbaur, 1856 - ordre Cryptolobiferida - ordre Cydippida - ordre Ganeshida - ordre Lobata Eschscholtz, 1825 - ordre Platyctenida Bourne, 1900 - ordre Thalassocalycida Madin & Harbison, 1978 - Tentaculata incertae sedis | Selon ITIS (23 novembre 2015) : - ordre Cestida Gegenbaur, 1856 - ordre Cydippida - ordre Lobata Eschscholtz, 1825 - ordre Platyctenida Bourne, 1900 - ordre Thalassocalycida Madin & Harbison, 1978 |

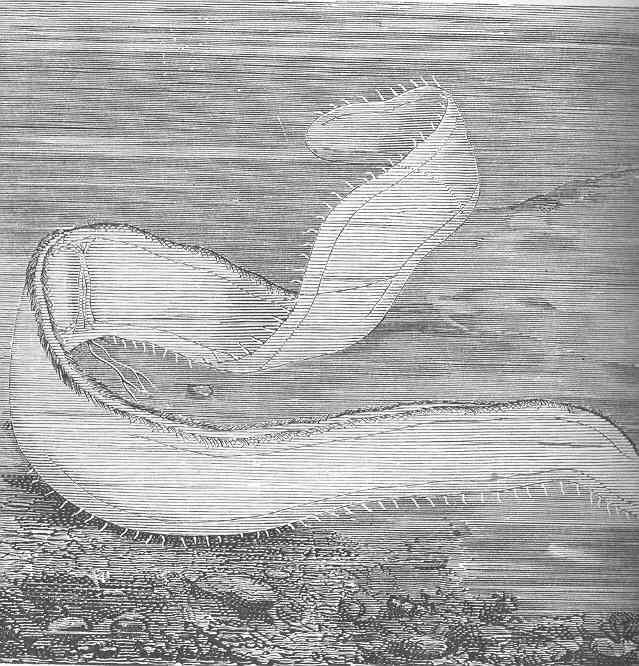
Cestum veneris (Cestida)
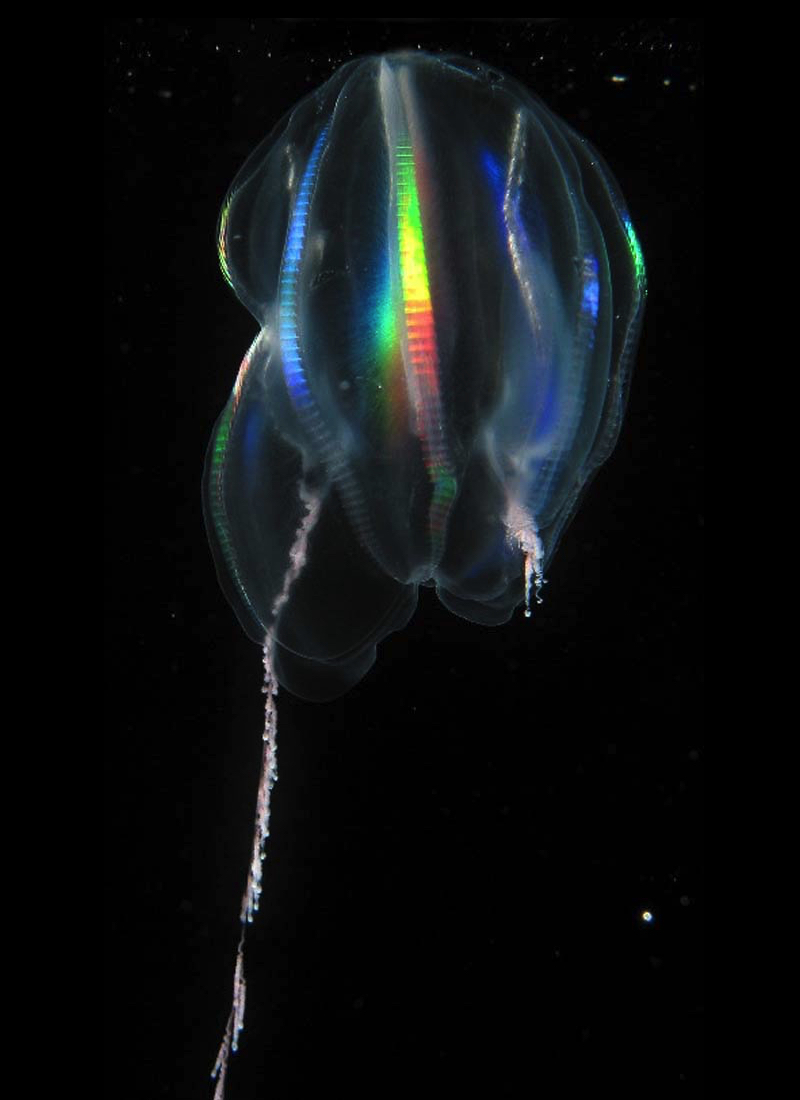
Mertensia ovum (Cydippida)
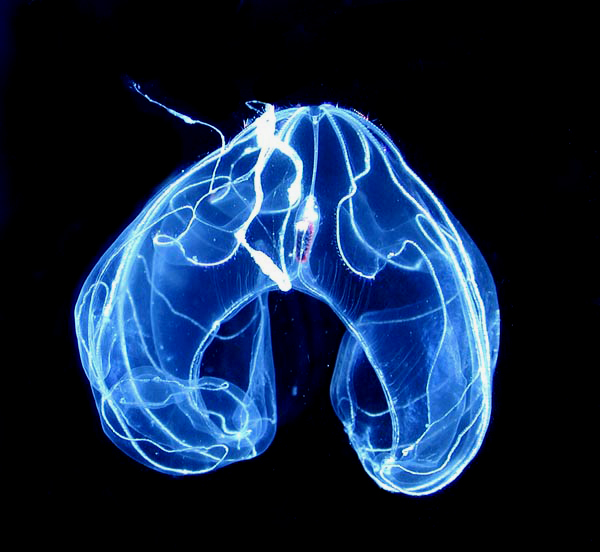
Bathocyroe fosteri (Lobata)
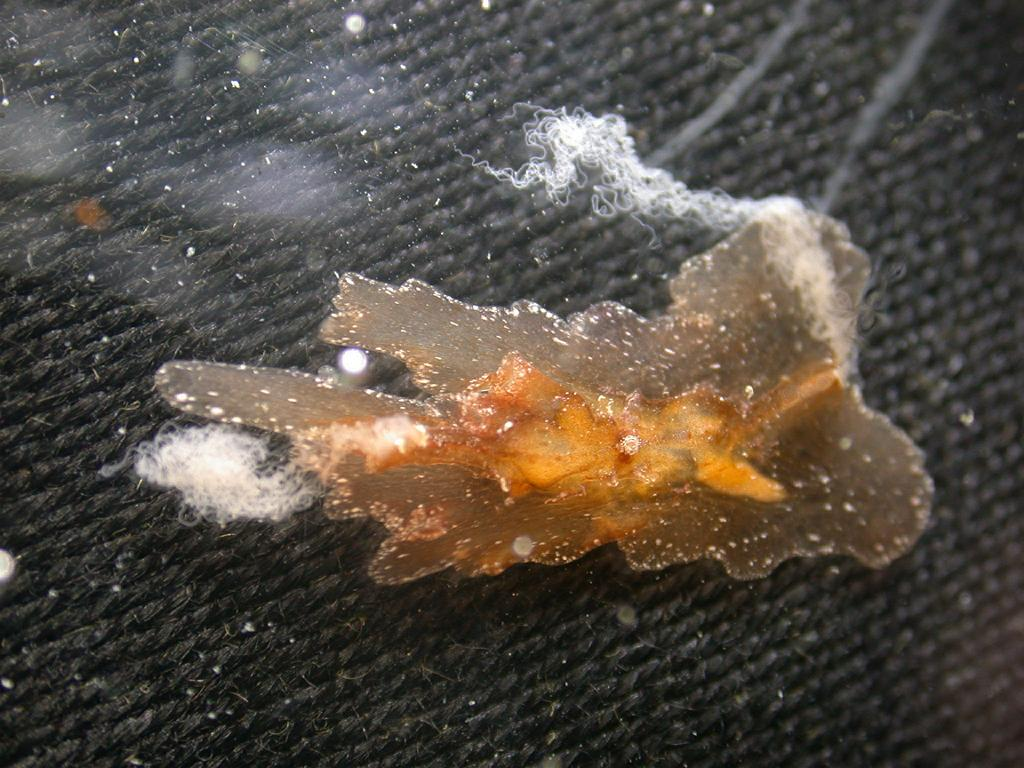
Coeloplana willeyi (Platyctenida)